# Abdoulaye Seck
Abdoulaye Seck (M'Bour, 4 giugno 1992) è un calciatore senegalese, difensore del Maccabi Haifa e della nazionale senegalese, con cui si è laureato campione d'Africa nel 2022.

## Carriera

### Club
Seck ha cominciato la carriera nello Stade de Mbour. Successivamente è stato in forza al Touré Kunda, per poi giocare al Casa Sport. Nel 2013, è stato ingaggiato dal Diambars.
Il 29 luglio 2014, è passato in prestito fino al termine della stagione ai norvegesi dell'Hønefoss: la nuova squadra si è riservata anche il diritto di acquisirne le prestazioni a titolo definitivo. Ha esordito nella 1. divisjon in data 10 agosto, schierato titolare nella vittoria per 1-0 sul Kristiansund. Il 25 agosto ha realizzato la prima rete con questa maglia, nel pareggio per 1-1 sul campo del Tromsø. Il 20 novembre 2014, l'Hønefoss ha comunicato sul proprio sito internet d'aver esercitato il diritto di riscatto sul giocatore, che si è legato al club con un contratto biennale. Il 25 ottobre 2015, al termine della 29ª giornata di campionato, la sua squadra è matematicamente retrocessa in 2. divisjon, con un turno d'anticipo sulla fine della stagione.
Il 5 marzo 2016, il Sandefjord ha ufficializzato l'ingaggio di Seck, che si è legato al nuovo club con un contratto triennale.
Il 29 agosto 2018 è passato a titolo definitivo ai belgi dell'Anversa, a cui si è legato con un contratto biennale, con opzione per il terzo anno.

### Nazionale
Il 17 giugno 2023 realizza la sua prima rete per il Senegal nel pareggio per 1-1 contro il Benin.

## Statistiche

### Cronologia presenze e reti in nazionale
| Cronologia completa delle presenze e delle reti in nazionale ― Senegal | Cronologia completa delle presenze e delle reti in nazionale ― Senegal | Cronologia completa delle presenze e delle reti in nazionale ― Senegal | Cronologia completa delle presenze e delle reti in nazionale ― Senegal | Cronologia completa delle presenze e delle reti in nazionale ― Senegal | Cronologia completa delle presenze e delle reti in nazionale ― Senegal | Cronologia completa delle presenze e delle reti in nazionale ― Senegal | Cronologia completa delle presenze e delle reti in nazionale ― Senegal |
| Data                                                                   | Città                                                                  | In casa                                                                | Risultato                                                              | Ospiti                                                                 | Competizione                                                           | Reti                                                                   | Note                                                                   |
| ---------------------------------------------------------------------- | ---------------------------------------------------------------------- | ---------------------------------------------------------------------- | ---------------------------------------------------------------------- | ---------------------------------------------------------------------- | ---------------------------------------------------------------------- | ---------------------------------------------------------------------- | ---------------------------------------------------------------------- |
| 6-7-2013                                                               | Dakar                                                                  | Senegal                                                                | 1 – 0                                                                  | Mauritania                                                             | Qual. CHAN 2014                                                        | -                                                                      |                                                                        |
| 20-7-2013                                                              | Nouakchott                                                             | Mauritania                                                             | 2 – 0                                                                  | Senegal                                                                | Qual. CHAN 2014                                                        | -                                                                      | 86’                                                                    |
| 26-3-2021                                                              | Brazzaville                                                            | Rep. del Congo                                                         | 0 – 0                                                                  | Senegal                                                                | Qual. Coppa d'Africa 2021                                              | -                                                                      | 66’                                                                    |
| 30-3-2021                                                              | Dakar                                                                  | Senegal                                                                | 1 – 1                                                                  | eSwatini                                                               | Qual. Coppa d'Africa 2021                                              | -                                                                      | 74’                                                                    |
| 14-11-2021                                                             | Dakar                                                                  | Senegal                                                                | 2 – 0                                                                  | Rep. del Congo                                                         | Qual. Mondiali 2022                                                    | -                                                                      | 88’                                                                    |
| 24-3-2023                                                              | Diamniadio                                                             | Senegal                                                                | 5 – 1                                                                  | Mozambico                                                              | Qual. Coppa d'Africa 2023                                              | -                                                                      |                                                                        |
| 28-3-2023                                                              | Maputo                                                                 | Mozambico                                                              | 0 – 1                                                                  | Senegal                                                                | Qual. Coppa d'Africa 2023                                              | -                                                                      |                                                                        |
| 17-6-2023                                                              | Cotonou                                                                | Benin                                                                  | 1 – 1                                                                  | Senegal                                                                | Qual. Coppa d'Africa 2023                                              | 1                                                                      |                                                                        |
| 8-1-2024                                                               | Diamniadio                                                             | Senegal                                                                | 1 – 0                                                                  | Niger                                                                  | Amichevole                                                             | -                                                                      | 46’                                                                    |
| 15-1-2024                                                              | Yamoussoukro                                                           | Senegal                                                                | 3 – 0                                                                  | Gambia                                                                 | Coppa d'Africa 2023 - 1º turno                                         | -                                                                      | 81’                                                                    |
| 23-1-2024                                                              | Yamoussoukro                                                           | Guinea                                                                 | 0 – 2                                                                  | Senegal                                                                | Coppa d'Africa 2023 - 1º turno                                         | 1                                                                      |                                                                        |
| 22-3-2024                                                              | Amiens                                                                 | Senegal                                                                | 3 – 0                                                                  | Gabon                                                                  | Amichevole                                                             | -                                                                      | 36’                                                                    |
| 6-6-2024                                                               | Diamniadio                                                             | Senegal                                                                | 1 – 1                                                                  | RD del Congo                                                           | Qual. Mondiali 2026                                                    | -                                                                      |                                                                        |
| 9-6-2024                                                               | Nouakchott                                                             | Mauritania                                                             | 0 – 1                                                                  | Senegal                                                                | Qual. Mondiali 2026                                                    | -                                                                      |                                                                        |
| 6-9-2024                                                               | Diamniadio                                                             | Senegal                                                                | 1 – 1                                                                  | Burkina Faso                                                           | Qual. Coppa d'Africa 2025                                              | -                                                                      |                                                                        |
| 19-11-2024                                                             | Dakar                                                                  | Senegal                                                                | 2 – 0                                                                  | Burundi                                                                | Qual. Coppa d'Africa 2025                                              | -                                                                      | 69’                                                                    |
| 6-6-2025                                                               | Dublino                                                                | Irlanda                                                                | 1 – 1                                                                  | Senegal                                                                | Amichevole                                                             | -                                                                      |                                                                        |
| Totale                                                                 |                                                                        | Presenze                                                               | 17                                                                     |                                                                        | Reti                                                                   | 2                                                                      |                                                                        |

## Palmarès

### Club

#### Competizioni nazionali
- Coppa del Belgio: 1

Anversa: 2019-2020

### Nazionale
- Coppa d'Africa: 1

Camerun 2021